# Sarıxanlı
Sarıxanlı è un comune dell'Azerbaigian situato nel distretto di İmişli. Conta una popolazione di 6 251 abitanti.